# ألتن
ألتن هو شركة فرنسية متعددة الجنسيات التكنولوجيا الاستشارات والهندسة تأسست في عام 1988، ولها مكاتب في 25 بلدا. أدرجت أسهم ألتن في القسم B من سوق يورونكست باريس (ISIN FR0000071946). في عام 2018، كان لدى ألتن 33700 موظف وحققت إيرادات قدرها 2.2 مليار يورو. يمثل السوق الفرنسي 45٪ من نشاط المجموعة.

## عمليات الاستحواذ
- في عام 2011: كالسوفت لاب (الهند والولايات المتحدة الأمريكية)،[10] باردين أور (ألمانيا)، إنيا كونسلاتنج (السويد).
- في عام 2014: شركة سيبرايم. (الولايات المتحدة الأمريكية)[11][12]
- في عام 2015: إيكلابسيل (هولندا)

## روابط خارجية
- موقع شركة ALTEN الرسمي